# Broze slibworm
De broze slibworm (Lumbriculus variegatus) is een sedimentbewonende zoetwaterworm. Ze is endemisch in Noord-Amerika, en in de natuur zijn ze te vinden op voornamelijk ondiepe plekken in vijvers en meren. Ze kunnen tegen lage zuurstofgehalten en kunnen hoge dichtheden bereiken in organisch verontreinigde waterbodems. 
Hun voeding bestaat uit organisch materiaal dat geassocieerd is met het sediment dat ze voortdurend consumeren. Na een kort verblijf in de darmen wordt het sediment weer uitgescheiden aan de oppervlakte van de waterbodem.
Seksuele voortplanting is zeldzaam. Aseksuele voortplanting door middel van fragmentatie komt vaker voor.
Uit onderzoek aan de Wageningen Universiteit is gebleken dat de worm goede diensten kan bewijzen bij het reduceren van het volume slib van een rioolwaterzuiveringsinstallatie. Bovendien kan aan het restproduct beter water onttrokken worden.